# マルクス・マニリウス
マルクス・マニリウス（Marcus Manilius, 1世紀ごろ）は、古代ローマの詩人、占星術師。全5巻の教訓叙事詩『アストロノミカ』（『アストロノミコン』とも）の著者として知られる。

## 人物・著作
この著者は、どの古代の作家から引用も言及されていない。名前さえもはっきりしていないが、おそらくマルクス・マニリウスだと思われる。初期の文書ではその著者は不明で、後のものにはマニリウス、マンリウス、マッリウスといった名が見られる。
その詩自体が作者がアウグストゥスかティベリウスの時代に生きていたこと、彼がローマの市民で居住者だったことを示している。リチャード・ベントレーによれば彼はアジア系ギリシア人、19世紀の古典学者F・ジェイコブによればアフリカ人だった。彼の作品は偉大な知識の一つである。彼はその主題を最良の作家たちから学んでいたし、おおむね古代人の最も進んだ見解を天文学、或いはむしろ占星術において代表している。
マニリウスはしばしば、熱意と独創性、そして主題の退屈な骨格に活気を与える力において類似しているルクレティウスを模範とした。彼の語法がいくつかの妙な癖を見せるにもかかわらず、その文体は韻文として正確である。
コンスタンティヌスの時代に執筆したユリウス・フィルミクス・マテルヌスは、マニリウスの作品との多くの類似点を示している。彼はマニリウスの作品を利用したか、マニリウスも参考にしたいくつかの作品を参考にしたに違いない。フィルミクスはカエサル（ほぼ確実にユリウス・カエサルではなくゲルマニクス・カエサルを指す）とキケロ、フロントを除くほとんどのローマ人はその主題を取り扱っていなかったと述べているので、彼がマニリウスの作品を知らなかったことは十分あり得る。詩の中で言及されている最新の出来事は、トイトブルク森の戦い（9年）におけるアルミニウスによるウァルスの大敗である。第五巻はティベリウスの治世まで執筆されなかった。作品は未完成に見えるし、後に続くどの作家からも引用されなかったことから、おそらく出版されていなかった。  
人間の関心事を獣帯に結びつけるハウスの占星術の体系は数世紀に渡り発展してきたが、アストロノミコンにおいて初めて現れる。その解釈にハウスを用いている最初期の時期を特定できる現存するホロスコープは、やや早く紀元前20年のものである。古典占星術の父クラウディオス・プトレマイオスは、彼の占星術書『テトラビブロス』において、マニリウスがテンプラと呼ぶハウスをほぼ完全に無視した。 

## 伝来
10世紀と11世紀に作られたアストロノミコンの二冊の手稿は修道院に隠されたままだった。一冊はブラバントのガンブルー（現在はブリュッセル）にあって、他方はライプツィヒの図書館に保管されるようになった。
人文主義者ポッジョ・ブラッチョリーニによって、1416年か1417年に彼が参加していたコンスタンツ公会議の審議の中断の間、どこかコンスタンツからあまり遠くない場所で未知のテクストが再発見された。アストロノミコンの初版は、かなり原形の損なわれた手稿を用いて天文学者レギオモンタヌスによって計画され、1473年ごろにニュルンベルクで出版された。テクストはジョゼフ・スカリジェ（ヨセフス・スカリゲル）よって批判的に校訂され、彼の版はまず1579年にパリで、後により多くの手稿との照合がなされた第二版が1600年にライデンで出版された。1739年にはすばらしく向上された版がリチャード・ベントレーによって出版された。1903年から1930年に5巻が出版されたA・E・ハウスマンの版が最も信頼できる版とみなされている。ただ、幾人かはローブ・クラシカルライブラリー（ハーバード大学出版局、1977）のためのG. P. Gooldの版がそれを脅かしていると思うかもしれない。
Thomas Creechによる韻文の対句への英語訳が1697年に出版された。

## 後世への影響
マニリウスは12のサインをそれぞれ支配する神々を以下のように定めた。
- 白羊宮 — パラス・アテナ
- 金牛宮 — ウェヌス
- 双児宮 — アポロ
- 巨蟹宮 — メルクリウス
- 獅子宮 — ユピテルと神々の母
- 処女宮 — ケレス
- 天秤宮 — ウルカヌス
- 天蠍宮 — マルス
- 人馬宮 — ディアナ
- 磨羯宮 — ウェスタ
- 宝瓶宮 — ユノ
- 双魚宮 — ネプトゥヌス

この対応は彼の詩に独特のものであり、15世紀のコズメ・トゥーラ、フランチェスコ・デル・コッサによるフェッラーラのスキファノイア宮殿のフレスコ画における12か月の神々の典拠となった。

## 関連文献

### 日本語訳
- 『占星術または天の聖なる学』マルクス・マニリウス著、有田忠郎訳、白水社〈ヘルメス叢書〉、1993年、ISBN 4-560-02288-7
- 『アストロノミカ』マーニーリウス著、竹下哲文訳、講談社〈講談社学術文庫〉、2024年。ISBN 9784065377949

### 解説
- 『異教的ルネサンス』アビ・ヴァールブルク著、進藤英樹訳、筑摩書房〈ちくま学芸文庫〉、2004年。ISBN 4-480-08814-8
- 『詩の中の宇宙 マーニーリウス『アストロノミカ』の世界』竹下哲文、京都大学学術出版会〈プリミエ・コレクション〉、2021年。ISBN 9784814003150